# Кутб ад-Дин Мухаммед I
Кутб ад-Дин Мухаммед I (перс. قطب الدين محمد‎, полное имя — Кутб ад-Дунийа ва-д-Дин Абу-л-Фатх Мухаммад Айбек Арслан-тегин ибн Икинджи Ануш-Тегин) (?-1127) — хорезмшах с 1097 по 1127 годы, сын Ануш-Тегина. 
По мнению авторов фундаментальной монографии "История цивилизаций Центральной Азии", потомок Ануштегина султан  Кутб ад-дин происходил из тюрков.
Турецкий востоковед Кафесоглу предположил, что Ануштегин - родом из Афганистана (провинция Гарчаи), был чигильского или халаджского происхождения, в то время как востоковед З.В. Тоган выдвинул точку зрения, что он принадлежал к кипчакскому, канглинскому или уйгурскому племени.
Кутб ад-Дин Мухаммед воспитывался в Мерве. В 1097 году, незадолго после убийства предыдущего правителя шаха Икинчжи, он был назначен правителем Хорезма и принял древний титул хорезмшаха. В течение всего своего правленя оставался вассалом сельджукского султана Санджара, сохраняя лояльность к нему. В 1113 или 1114 году участвовал в подавлении волнений в государстве Караханидов, вассальном Сельджукидам. В 1119 году принимал участие в военной кампании султана Санджара против султана Махмуда ибн Мухаммада, правившего в Западном Иране и Ираке.
В 1127 году Кутб ад-Дин Мухаммед умер, и на престоле Хорезма его сменил его сын Ала ад-Дин Атсыз.